# Hannover Scorpions

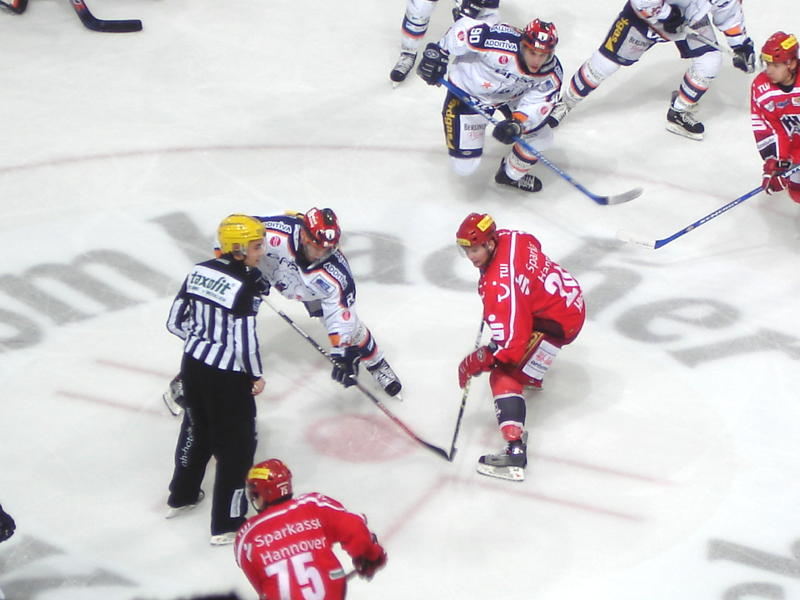
Spelers van de Hannover Scorpions in het rood

Hannover Scorpions is een ijshockeyteam uit Hannover. De club degradeerde in 2013 van de DEL naar de Oberliga, na de verkoop van haar licentie aan Schwenningen Wildwings. Daarbij verhuisde Hannover Scorpions van de TUI arena naar de Eishalle Langenhagen.

## Namen
- ESC Wedemark (1975-1994)
- Wedemark Wildcats (1994-1996)
- Wedemark Scorpions (1996-1997)
- Hannover Scorpions (vanaf 1997)

## Prijzen
- Kampioen van Duitsland 2010